# Terminatore (giorno)

Un'animazione del terminatore al tramonto nelle varie stagioni sull'Europa centrale

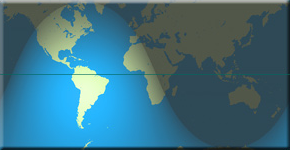
Il terminatore il 3 gennaio. Notare l'estrema differenza nella quantità di luce dell'emisfero boreale rispetto a quello australe.

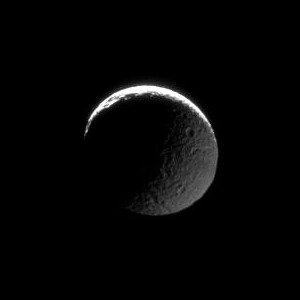
La transizione dalla luce al buio avviene su due fronti sul satellite Mimas. I due terminatori sono creati dalla luce solare a nord e da quella riflessa da Saturno a est.

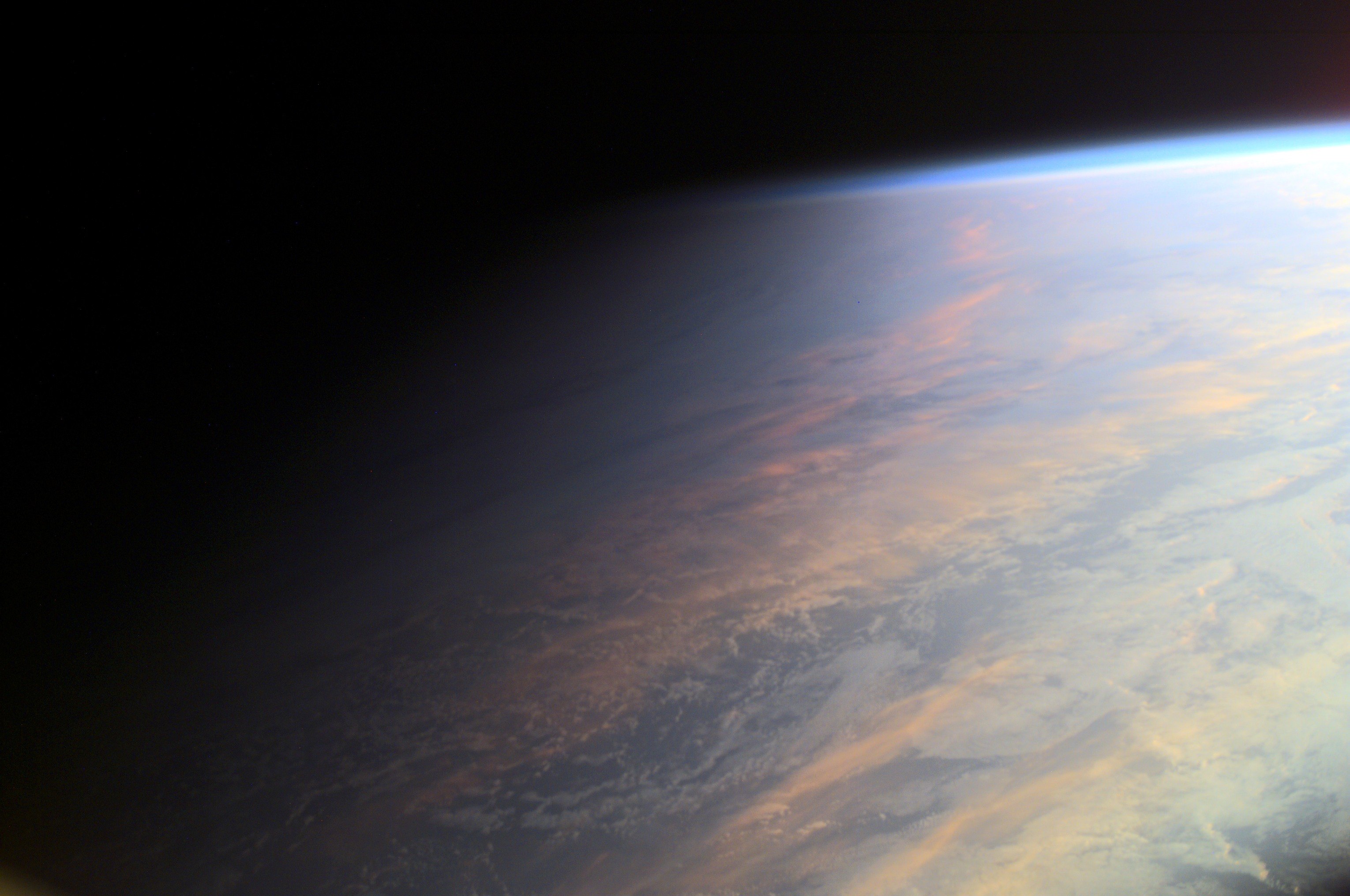
Fotografia di parte del terminatore che attraversa la superficie della Terra, così come visibile dall'ISS. Il terminatore è diffuso e mostra la graduale transizione all'oscurità che si manifesta al crepuscolo sulla superficie.

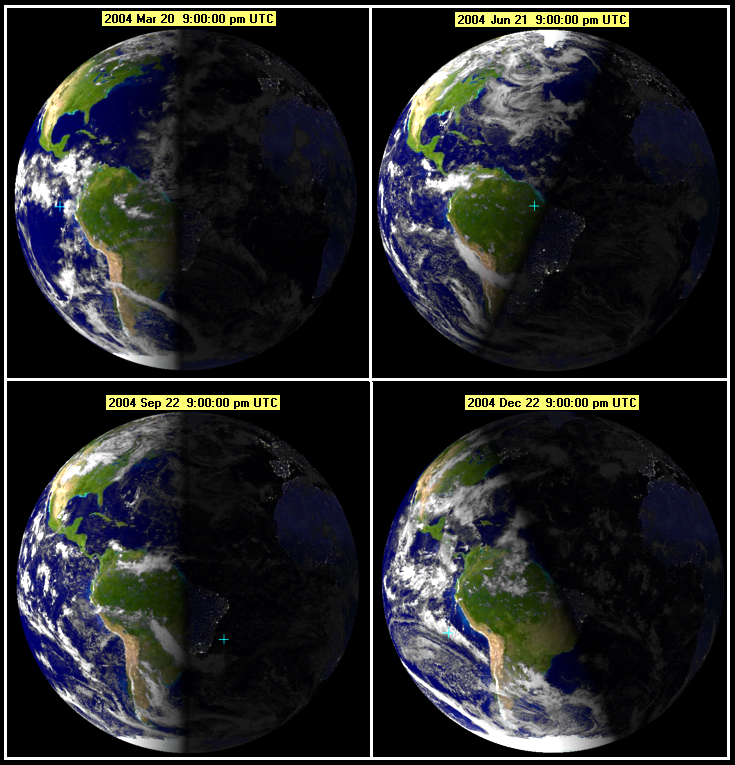
L'orientamento del terminatore tra l'emisfero nord e sud dipende dalla stagione. Durante gli equinozi non c'è alcuna inclinazione della terra rispetto al sole quindi il terminatore è parallelo all'asse terrestre.

Il terminatore, chiamato anche circolo di illuminazione o zona crepuscolare, è una linea fittizia che delimita la parte illuminata (diurna) dalla parte in ombra (notturna) di un corpo celeste. Sulla Terra, il terminatore è una linea circolare con un diametro approssimativamente uguale a quello della Terra stessa. Il terminatore passa attraverso tutti i punti della superficie terrestre due volte al giorno, una volta all'alba e una volta al tramonto, eccetto per le regioni polari dove questo avviene solo se non si è in presenza di notte polare o sole di mezzanotte.
Il terminatore è definito come l'insieme dei punti su una luna o pianeta dove i raggi che compongono la radiazione solare sono tangenti alla superficie. La linea separa porzioni della terra in cui è presente la luce da quelle in cui c'è oscurità. Mentre metà della Terra è illuminata nel tempo in qualsiasi punto (tranne durante le eclissi), la locazione del terminatore cambia in base all'orario del giorno a causa della rotazione terrestre sul proprio asse e della rivoluzione terrestre intorno al Sole. Il terminatore varia anche nel corso dell'anno, essendo l'angolo della linea quasi parallelo alle linee di longitudine durante gli equinozi, e al suo massimo angolo di circa 23,5 gradi durante i solstizi.
All'equatore, in zone pianeggianti (senza ostruzioni come montagne o ad alte altitudini, dunque al di sopra di qualunque struttura possa limitare la visuale), la linea del terminatore si muove a circa 1600 km/h. Questa velocità può apparire maggiore quando vicine ostruzioni, come una montagna, proiettano la loro ombra sul terreno prima di quella del terminatore in una zona pianeggiante. La velocità del terminatore diminuisce, invece, all'avvicinarsi ai poli, dove può raggiungere addirittura una velocità pari a 0 (24 ore di luce o di buio).
Gli unici aerei commerciali capaci di superare la massima velocità del terminatore erano il Concorde e il Tupolev Tu-144. Comunque, veicoli più lenti possono superare la linea del terminatore ad elevate latitudini. L'effetto visivo è quello di vedere il Sole sorgere a ovest o tramontare a est.
L'analisi del terminatore può dare informazioni sulla superficie di un corpo planetario: ad esempio la presenza di atmosfera può creare un terminatore più sfumato. Se le particelle nell'atmosfera sono a grandi altitudini, la luce potrebbe rimanere visibile anche quando scende sotto il livello del suolo. Queste particelle, infatti, diffondono la luce, riflettendone una parte al suolo. Quindi, il cielo potrebbe rimanere illuminato anche dopo che il Sole è tramontato.
I radioamatori sfruttano i vantaggi delle condizioni sulla linea del terminatore (chiamate condizioni "grey-line") per effettuare comunicazioni a lunga distanza. Sotto buone condizioni le onde radio, infatti, possono viaggiare attraverso il terminatore in punti diametralmente opposti sulla superficie terrestre. Questo è possibile perché lo strato D, che assorbe i segnali ad alta frequenza, scompare rapidamente nella zona buia del terminatore. Questo processo è noto con il nome di skywave.
I satelliti LEO sfruttano i vantaggi del fatto che in determinate orbite polari vicino alla linea del terminatore non si verificano mai eclissi, quindi i pannelli solari sono continuamente ricaricati dal Sole. Queste orbite sono chiamate alba-tramonto, un tipo di orbita eliosincrona. Questo prolunga la vita dei satelliti LEO, grazie alla maggiore durata delle batterie interne. Inoltre permette specifici esperimenti che richiedono la minima influenza del Sole, perché i progettisti possono installare i sensori di rilevamento dalla parte buia del satellite.

## Terminatore lunare
Il terminatore lunare è la divisione tra gli emisferi illuminati e quelli oscuri della Luna.  È l'equivalente lunare della divisione tra notte e giorno sul geoide terrestre, sebbene la velocità di rotazione molto più bassa della Luna. A causa dell'angolo con cui la luce solare colpisce questa porzione della Luna, le ombre proiettate dai crateri e da altre caratteristiche geologiche risultano allungate, rendendo tali caratteristiche più evidenti all'osservatore. Questo fenomeno è simile all'allungamento delle ombre sulla Terra quando il Sole è basso nel cielo. 

## Significato scientifico
L'esame di un terminatore può fornire informazioni sulla superficie di un corpo planetario; ad esempio, la presenza di un'atmosfera. Poiché le particelle all'interno di un'atmosfera si trovano ad un'altitudine maggiore, la sorgente luminosa può rimanere visibile anche dopo che si è fissata al livello del suolo. Queste particelle diffondono la luce, riflettendone una parte al suolo. Quindi il cielo può rimanere illuminato anche dopo che il sole è tramontato. Le immagini che mostrano un terminatore planetario possono essere utilizzate per mappare la topografia: la posizione della cima di una montagna dietro la linea del terminatore viene misurata quando il Sole la illumina ancora o già mentre la base della montagna rimane in ombra.
I satelliti in orbita terrestre bassa sfruttano il fatto che alcune orbite polari poste vicino al terminatore non soffrono di eclissi, quindi le loro celle solari sono continuamente illuminate dalla luce solare. Tali orbite sono chiamate orbite alba-tramonto, un tipo di orbita eliosincrona.